# Seegefecht vor San Juan del Sur

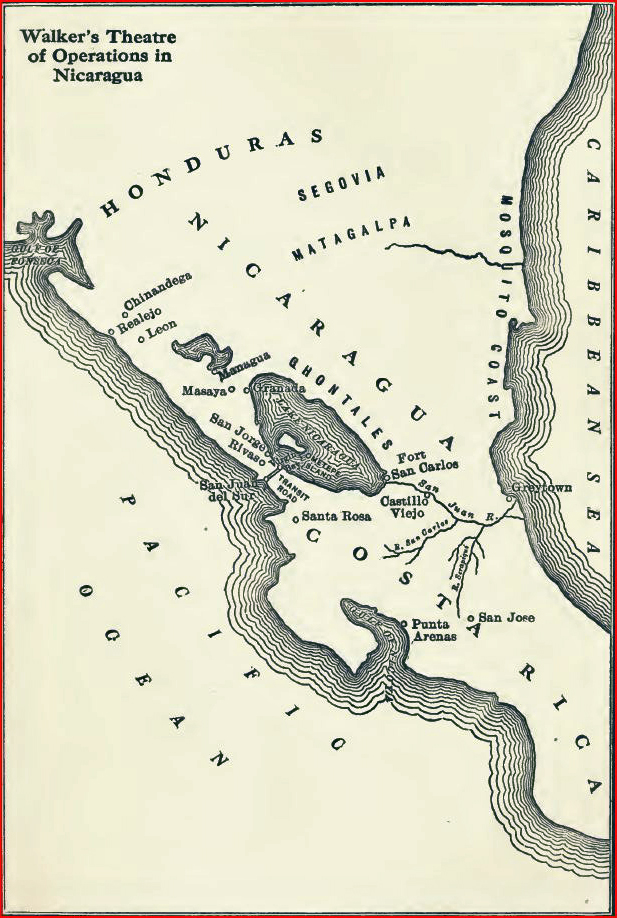
Walker Nicaragua map

Das Seegefecht vor San Juan del Sur am 23. November 1856 war eine maritime Auseinandersetzung zwischen Costa Rica und den Filibusterstreitkräften William Walkers während des  Nicaraguanischen Nationalkrieges (Guerra Nacional de Nicaragua) vor der nicaraguanischen Hafenstadt San Juan del Sur. 

## Strategische Situation

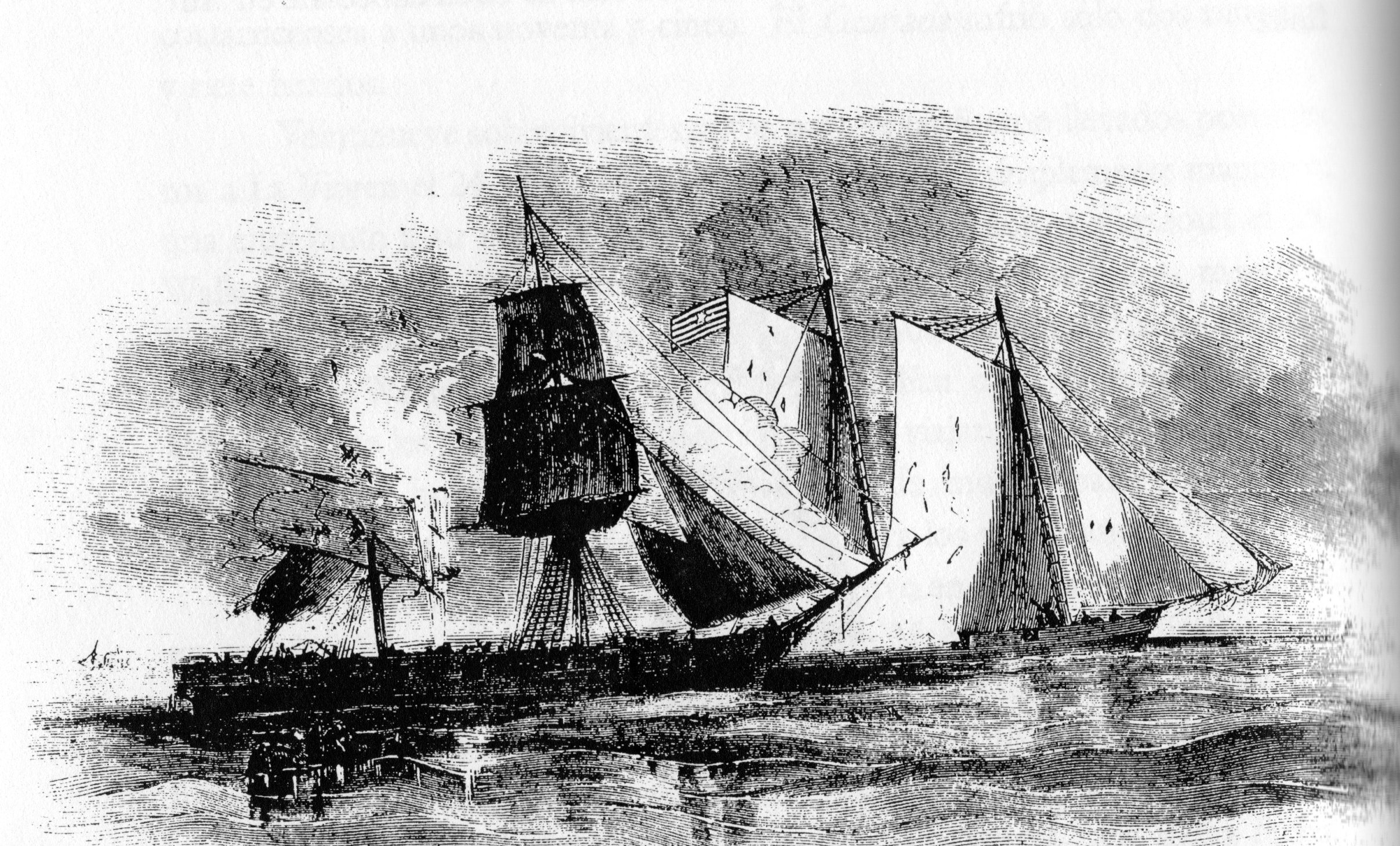
Seegefecht vor San Juan del Sur, Nicaragua, 23. November 1856

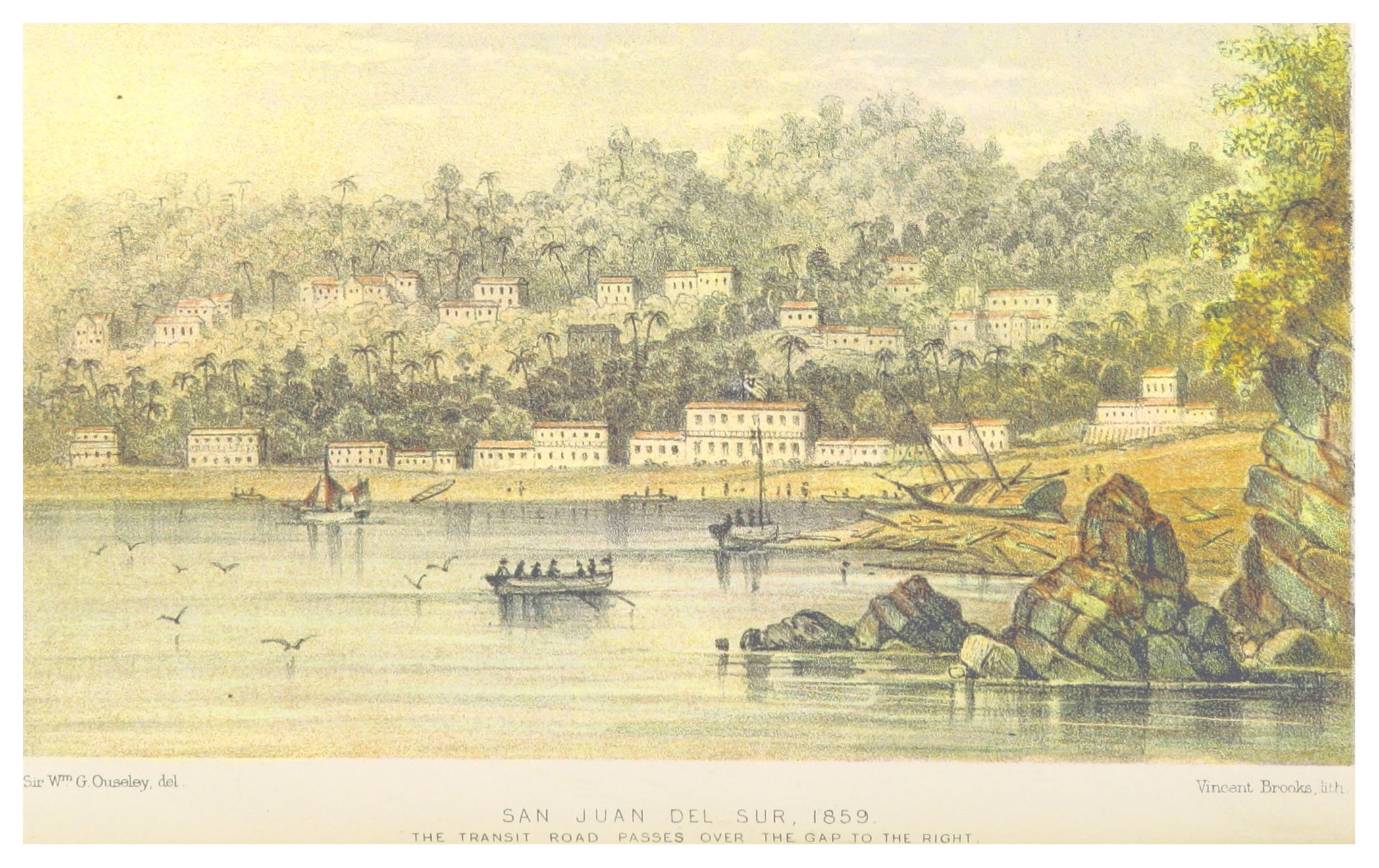
San Juan del Sur (1859)

Die Truppen Walkers erhielten aus den USA auf dem Seeweg und die transkontinentale Route (siehe Nicaraguakanal) durch Nicaragua Nachschub über die Häfen San Juan del Sur an der pazifischen und San Juan del Norte (auch Greytown genannt) auf der karibischen Seite Nicaraguas. Um Walker den Nachschub über den Pazifik abzuschneiden, entschloss sich die costa-ricanische Regierung unter Präsident Juan Rafael Mora Porras, den Hafen von San Juan del Sur von der Seeseite her zu blockieren und erklärte am 1. November 1856 formal die Blockade. 

## Das Gefecht

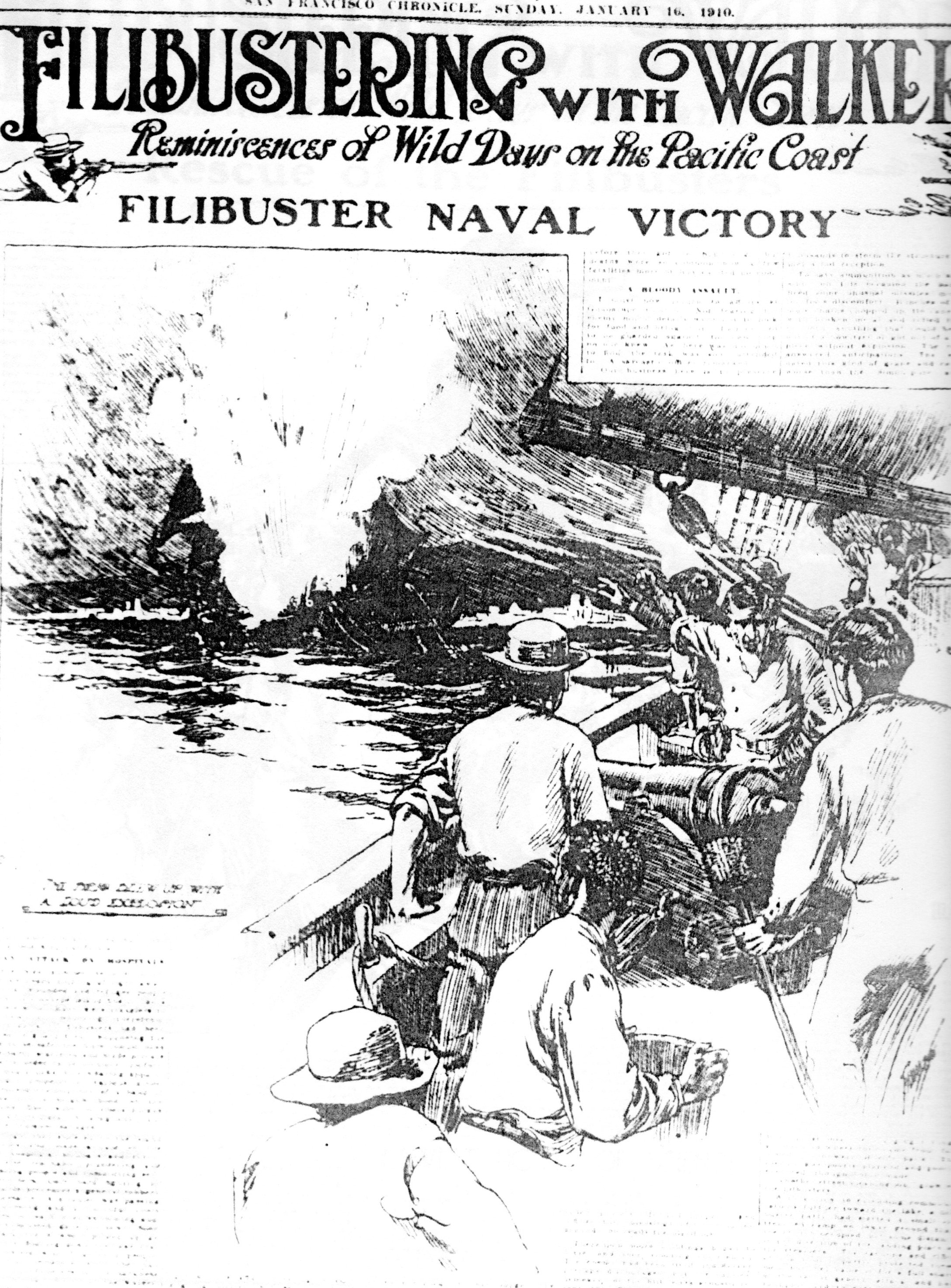
Seegefecht vor San Juan del Sur. 23. November 1856. Explosion an Bord der ONCE DE ABRIL. Darstellung um 1910

Da Costa Rica weder eine Marine noch seeverwendungsfähige Handelsschiffe besaß, erwarb die Regierung in Puntarenas die möglicherweise britische Brigg Dover und benannte sie in Erinnerung an die Zweite Schlacht von Rivas am 11. April 1856 in Once de Abril (11. April) um. Die Brigg besaß eine Tonnage von 167 t. Sie wurde mit vier 9-Pfünder-Kanonen ausgerüstet und erhielt neben einer Besatzung von 7 Offizieren und 27 Matrosen eine zusätzliche Mannschaft von 89 Soldaten, einem Kapellan und einem Tischler. Kommandant war Kapitän Antonio Valle Riestra (andere Schreibweise Villarostra), der den Befehl erhielt, San Juan del Sur einzunehmen und alle Waren zu beschlagnahmen, die unter Walkers Flagge in Nicaragua eingeführt wurden. Die Artillerie der Brigg unterstand dem früheren italienischen Artilleristen Federico Maheit. 
Die Once de Abril verließ am 11. November 1856 Puntarenas und traf am 23. vor San Juan del Sur ein. Im Hafen lag unter dem Kommando von Leutnant (in diesem Sinne Kapitänleutnant) Callender Irvine Fayssoux (1820–1897) der Flibustier-Schoner Granada, Größe 65 t, bewaffnet mit zwei 6-Pfünder-Karronaden. Die Granada verfügte lediglich über ihre normale Besatzung von 24 Seeleuten.
Die Granada ging um 16.00h Anker auf und segelte der Once de Abril entgegen. Ab 18.00h entspann sich ein heftiges Gefecht, bis um 20.00h der Besanmast der costa-ricanischen Brigg getroffen wurde, stürzte und eine Explosion auslöste, die den größten Teil der Besatzung sofort tötete. Fayssoux entsandte ein Boot zur Rettung der übrigen Mannschaft, die kriegsgefangen wurde; viele Überlebende hatten schwere Verbrennungen erlitten. Die „Once de Abril“ brannte aus und sank. Insgesamt verloren 95 Costa-Ricaner ihr Leben, dagegen nur 2 Flibustiere. 
Walker traf kurz nach dem Gefecht persönlich in La Virgen ein, um die Gefangenen zu vernehmen. Sie wurden, soweit gehfähig, umgehend als Zeichen guten Willens nach Costa Rica entlassen. Fayssoux wurde von Walker zum Kapitän zur See befördert und erhielt als Dotation eine wertvolle Kakaoplantage in der Nähe von Rivas, deren Eigentümer zu diesem Zweck enteignet wurde. 
Durch den Sieg Fayssouxs blieb die strategische Lage unverändert und Walker konnte weiterhin Nachschub an Material und Söldnern aus Kalifornien empfangen.